# 스콧 스피드먼
스콧 스피드먼(Scott Speedman, 1975년 9월 1일 ~ )은 캐나다의 배우이다.

## 출연 작품

### 영화
- 듀엣 (2000)
- 다크 블루 (2002)
- 언더월드 (2003)
  - 언더월드 2: 에볼루션 (2006)
  - 언더월드 4: 어웨이크닝 (2012)
  - 언더월드: 블러드 워 (2017)
- 24번째 날 (2004)
- 트리플 엑스 2: 넥스트 레벨 (2005)
- 노크: 낯선 자들의 방문 (2008)
- 세번째 사랑 (2010)
- 서약 (2012)
- 베어풋 (2014)
- 더 몬스터 (2016) - 로이 역
- 미래의 범죄들 (2022) - 랭 도트리스 역

### 텔레비전
- 애니멀 킹덤 (2016-18, 2022) - 배리 블랙웰 역
- 펠리시티 (1998-2002)
- 그레이 아나토미 (2018, 2021-현재)